# Мирне (Ізюмський район)
Ми́рне —  село в Україні, у Борівському районі Харківської області. Населення становить 91 осіб. До 2020 орган місцевого самоврядування — Підвисочанська сільська рада.

## Географія
Село Мирне знаходиться за 2 км від села Гороховатка і за 3 км від села Підвисоке.

## Історія
1775 - дата заснування.
12 червня 2020 року, відповідно до Розпорядження Кабінету Міністрів України № 725-р «Про визначення адміністративних центрів та затвердження територій територіальних громад Харківської області», увійшло до складу Борівської селищної громади.
19 липня 2020 року, в результаті адміністративно-територіальної реформи та ліквідації Борівського району, увійшло до складу Ізюмського району Харківської області.

## Населення

### Мова
Розподіл населення за рідною мовою за даними перепису 2001 року:
| Мова       | Кількість | Відсоток |
| ---------- | --------- | -------- |
| українська | 85        | 93.41%   |
| російська  | 6         | 6.59%    |
| Усього     | 91        | 100%     |

## Економіка
- В селі є молочно-товарна ферма.